# Звонко Липовац
Звонко Липовац (9. октобар 1964) бивши је југословенски и хрватски фудбалер. 

## Биографија
Липовац је играо на позицији одбрамбеног играча. Поникао је у млађим категоријама фудбалског клуба Борац из Бања Луке. Највећи успех са Борцем је остварио када су освојили Куп Маршала Тита 1988. године. Победили су у финалу купа са 1:0 Црвену звезду на стадиону ЈНА, а Липовац је одиграо целу утакмицу. Године 1992. са Борцем је освојио турнир Митропа куп у италијанском граду Фођа.
Током деведесетих је још наступао за хрватске клубове Динамо, Сегеста, Хрватски драговољац и Инкер Запрешић. Након завршетка играчке каријере радио је као фудбалски тренер.

## Трофеји
- Борац Бања Лука
  - Куп Југославије: 1988.
  - Митропа куп: 1992.